# Долевое страхование жизни
Долевое страхование жизни (англ. unit-linked insurance) представляет собой гибрид классического накопительного страхования жизни с инвестиционной составляющей в виде долей в финансовых инструментах. То есть часть портфеля по желанию клиента размещается в более рискованные и потенциально доходные финансовые инструменты (например, ПИФ или ETF), состав которых в программе можно периодически менять.
Долевое страхование жизни представляет собой накопительную программу страхования жизни для клиентов, которые хотят воспользоваться ростом фондового рынка без риска потери основных вложенных сумм. По состоянию на июнь 2016 года Ассоциацией страхования жизни подготовлена концепция изменений в российском законодательстве, которая позволит развивать сегмент долевого страхования жизни на российском рынке. Долевое страхование рассматривается Ассоциацией как один из наиболее перспективных сегментов рынка накопительного страхования жизни.